# Маклейн (Техас)
Маклейн (англ. McLean) — місто (англ. town) в США, в окрузі Грей штату Техас. Населення — 665 осіб (2020).

## Географія
Маклейн розташований за координатами 35°13′56″ пн. ш. 100°36′0″ зх. д. / 35.23222° пн. ш. 100.60000° зх. д. (35.232339, -100.600107).  За даними Бюро перепису населення США в 2010 році місто мало площу 3,00 км², уся площа — суходіл.

## Демографія
Згідно з переписом 2010 року, у місті мешкало 778 осіб у 322 домогосподарствах у складі 200 родин. Густота населення становила 259 осіб/км².  Було 421 помешкання (140/км²).
Расовий склад населення:
| - 93,8 % — білих - 2,2 % — корінних американців - 0,9 % — чорних або афроамериканців - 0,4 % — азіатів - 1,7 % — осіб інших рас |

До двох чи більше рас належало 1,0 %. Частка іспаномовних становила 8,1 % від усіх жителів.
За віковим діапазоном населення розподілялося таким чином: 23,4 % — особи молодші 18 років, 51,9 % — особи у віці 18—64 років, 24,7 % — особи у віці 65 років та старші. Медіана віку мешканця становила 43,0 року. На 100 осіб жіночої статі у місті припадало 87,0 чоловіків;  на 100 жінок у віці від 18 років та старших — 82,3 чоловіків також старших 18 років.
Середній дохід на одне домашнє господарство  становив 55 470 доларів США (медіана — 38 456), а середній дохід на одну сім'ю — 55 290 доларів (медіана — 53 000). За межею бідності перебувало 17,5 % осіб, у тому числі 20,1 % дітей у віці до 18 років та 0,7 % осіб у віці 65 років та старших.
Цивільне працевлаштоване населення становило 319 осіб. Основні галузі зайнятості: сільське господарство, лісництво, риболовля — 17,6 %, освіта, охорона здоров'я та соціальна допомога — 16,9 %, транспорт — 11,9 %, мистецтво, розваги та відпочинок — 11,9 %.